# Scottish League Cup 1991/92
Der Scottish League Cup wurde 1991/92 zum 46. Mal ausgespielt. Der schottische Fußball-Ligapokal, der offiziell als Skol Scottish League Cup ausgetragen wurde, begann am 13. August 1991 und endete mit dem Finale am 27. Oktober 1991. Den unter den Teilnehmern der Scottish Football League und der Scottish Premier League ausgespielten Pokalwettbewerb gewann der FC Hibernian Edinburgh zum zweiten Mal nach 1973. Wurde ein Duell nach 90 Minuten plus Verlängerung nicht entschieden, kam es zum Elfmeterschießen.

## 1. Runde
Ausgetragen wurden die Begegnungen am 13./14. August 1991.
|                    | Ergebnis              |                       |
| ------------------ | --------------------- | --------------------- |
| Alloa Athletic     | 0:0 n. V. (?:? i. E.) | FC Stranraer          |
| FC East Fife       | 2:2 n. V. (?:? i. E.) | FC East Stirlingshire |
| Queen of the South | 0:4                   | Albion Rovers         |
| FC Queen’s Park    | 4:2                   | FC Stenhousemuir      |
| Berwick Rangers    | 0:1                   | FC Dumbarton          |
| FC Cowdenbeath     | 5:1                   | FC Arbroath           |

## 2. Runde
Ausgetragen wurden die Begegnungen am 20./21. und 26. August 1991.
|                      | Ergebnis              |                       |
| -------------------- | --------------------- | --------------------- |
| Brechin City         | 3:3 n. V. (?:? i. E.) | FC St. Mirren         |
| FC Dumbarton         | 1:2                   | Airdrieonians FC      |
| Dundee United        | 3:2                   | FC Montrose           |
| Dunfermline Athletic | 4:1                   | Alloa Athletic        |
| FC Falkirk           | 3:0                   | FC East Stirlingshire |
| Hamilton Academical  | 2:0 n. V.             | Forfar Athletic       |
| Heart of Midlothian  | 3:0                   | FC Clydebank          |
| Partick Thistle      | 2:0                   | Albion Rovers         |
| Raith Rovers         | 4:1                   | FC Motherwell         |
| Glasgow Rangers      | 6:0                   | FC Queen’s Park       |
| Stirling Albion      | 0:3                   | Hibernian Edinburgh   |
| FC Clyde             | 0:4                   | FC Aberdeen           |
| FC Dundee            | 2:4 n. V.             | Ayr United            |
| FC Livingston        | 0:2                   | FC St. Johnstone      |
| Greenock Morton      | 2:4                   | Celtic Glasgow        |
| FC Cowdenbeath       | 0:1                   | FC Kilmarnock         |

## 3. Runde
Ausgetragen wurden die Begegnungen am 27./28. August 1991.
|                      | Ergebnis              |                     |
| -------------------- | --------------------- | ------------------- |
| Ayr United           | 2:0                   | FC St. Johnstone    |
| Celtic Glasgow       | 3:1                   | Raith Rovers        |
| Dundee United        | 1:0                   | FC Falkirk          |
| FC Aberdeen          | 0:1                   | Airdrieonians FC    |
| Dunfermline Athletic | 1:1 n. V. (?:? i. E.) | FC St. Mirren       |
| Hamilton Academical  | 0:2                   | Heart of Midlothian |
| FC Kilmarnock        | 2:3                   | Hibernian Edinburgh |
| Partick Thistle      | 0:2                   | Glasgow Rangers     |

## Viertelfinale
Ausgetragen wurden die Begegnungen am >3./4. September 1991.
|                      | Ergebnis              |                     |
| -------------------- | --------------------- | ------------------- |
| Ayr United           | 0:2                   | Hibernian Edinburgh |
| Heart of Midlothian  | 0:1                   | Glasgow Rangers     |
| Dunfermline Athletic | 3:1                   | Dundee United       |
| Airdrieonians FC     | 0:0 n. V. (?:? i. E.) | Celtic Glasgow      |

## Halbfinale
Ausgetragen wurden die Begegnungen am 24./25. September 1991.
|                      | Ergebnis              |                  |
| -------------------- | --------------------- | ---------------- |
| Hibernian Edinburgh  | 1:0                   | Glasgow Rangers  |
| Dunfermline Athletic | 1:1 n. V. (?:? i. E.) | Airdrieonians FC |

## Finale
| Hibernian Edinburgh                        | Hibernian Edinburgh | Dunfermline Athletic | Dunfermline Athletic |
| ------------------------------------------ | --- | --- | -------------------- |
| Hibernian Edinburgh                        | \| 27. Oktober 1991 in Glasgow (Hampden Park) \| \| Ergebnis: 2:0 (0:0) \| \| Zuschauer: 40.377 \| \| Schiedsrichter: Brian McGinlay \|                                                        | \| 27. Oktober 1991 in Glasgow (Hampden Park) \| \| Ergebnis: 2:0 (0:0) \| \| Zuschauer: 40.377 \| \| Schiedsrichter: Brian McGinlay \|                                                                                     | Dunfermline Athletic |
| Hibernian Edinburgh                        | John Burridge – Willie Miller, Graham Mitchell, Gordon Hunter, Tommy McIntyre – Murdo MacLeod, Mickey Weir, Brian Hamilton, Pat McGinlay – Keith Wright, Gareth Evans Cheftrainer: Alex Miller | Andy Rhodes – Tommy Wilson, Ray Sharp (Eddie Cunnington), Norrie McCathie, David Moyes – Craig Robertson, Derek McWilliams, István Kozma, Billy Davies, Chris Sinclair (Ian McCall) – Scott Leitch Cheftrainer: Jocky Scott | Dunfermline Athletic |
| Hibernian Edinburgh                        | 1:0 McIntyre (49.) 2:0 Wright (86.) | | Dunfermline Athletic |
| 27. Oktober 1991 in Glasgow (Hampden Park) | | |                      |
| Ergebnis: 2:0 (0:0)                        | | |                      |
| Zuschauer: 40.377                          | | |                      |
| Schiedsrichter: Brian McGinlay             | | |                      |